# Silveiras (São Paulo)
Pour les articles homonymes, voir Silveira.
Silveiras est une municipalité brésilienne de l'État de São Paulo et la Microrégion de Bananal.